# Paragryllodes affinis
Paragryllodes affinis är en insektsart som först beskrevs av Sjöstedt 1909.  Paragryllodes affinis ingår i släktet Paragryllodes och familjen syrsor. Inga underarter finns listade i Catalogue of Life.